# Рогоз-де-Беліу
Рогоз-де-Беліу (рум. Rogoz de Beliu) — село у повіті Арад в Румунії. Входить до складу комуни Крайва.
Село розташоване на відстані 399 км на північний захід від Бухареста, 71 км на північний схід від Арада, 123 км на захід від Клуж-Напоки, 111 км на північний схід від Тімішоари.

## Населення
За даними перепису населення 2002 року у селі проживали 183 особи, усі — румуни. Усі жителі села рідною мовою назвали румунську.